# 홍주향교
홍주향교(洪州鄕校)는 대한민국 충청남도 홍성군 홍성읍에 있는 향교이다. 1997년 12월 17일 충청남도의 기념물 제135호로 지정되었다.

## 개요
향교는 공자와 여러 성현께 제사를 지내고 지방민의 교육과 교화를 위해 나라에서 세운 교육기관이다.
홍주향교를 처음 지은 정확한 연대는 알 수 없으나, 고려말에 세웠다고 전한다. 조선 태종 8년(1408)과 태종 18년(1418)에 수리하였다는 기록이 남아 있다. 그 뒤 몇 차례의 소실로 1924년에 크게 보수하여 지금의 모습을 갖추었다.
건물 배치는 앞쪽에 교육 공간인 명륜당이 있고 뒤쪽에 제사지내는 공간인 대성전이 있어 전학후묘의 형식을 따르고 있다.
대성전은 앞면 3칸·옆면 3칸 규모이며, 안쪽에는 공자를 비롯하여 중국과 우리나라 성현들의 위패를 모시고 있다. 대성전 이외에 학생들이 모여 공부하는 강당인 명륜당을 비롯하여 동무와 서무·전사청·제기고 등의 건물이 남아 있다. 또한 축문을 태우는 망료대, 불을 밝히는 청료대, 손을 씻는 관수대 등의 석물이 남아 있는데, 이는 유교에서 예를 올릴 때 사용하는 것이다.
조선시대에는 나라에서 토지와 노비·책 등을 지원받아 학생들을 가르쳤으나, 지금은 교육 기능은 없어지고 제사 기능만 남아 있다.

## 참고 자료
- 홍주향교 - 국가유산청 국가유산포털